# Calochlaena villosa
Calochlaena villosa är en ormbunkeart som först beskrevs av Carl Frederik Albert Christensen, och fick sitt nu gällande namn av Melvin D. Turner och R. A. White. Calochlaena villosa ingår i släktet Calochlaena och familjen Dicksoniaceae. Inga underarter finns listade.